# Appel d'urgence
Appel d'urgence is een Franstalige realityserie uit België over het werk van de Belgische noodcentrales van de hulpdiensten: de Noodcentrales 112 (brandweer en medische hulpdiensten) en de Communicatie- en Informatiecentra (politie). De reeks is een spin-off van de Vlaamse serie De noodcentrale en werd geproduceerd door productiehuis De chinezen.
Voor het eerste seizoen werd er opgenomen in de centrales van Luik, voor het tweede seizoen in de centrales van Bergen, voor het derde seizoen in de centrales van Luik en Namen, en voor het vierde seizoen in de centrales van Luik, Namen en Bergen.
De afleveringen toonden ernstige, maar ook nodeloze of valse oproepen. De opnames werden bewerkt en soms opnieuw ingesproken om persoonlijke informatie waarmee een oproeper herkend zou kunnen worden te weren. Ook werden de afleveringen op voorhand bekeken en goedgekeurd door de Federale Overheidsdiensten Binnenlandse Zaken en Volksgezondheid en de federale politie.

## Afleveringen
| Aflevering | Uitzenddatum RTL TVI | Uitzenddatum Eén  |
| ---------- | -------------------- | ----------------- |
| 1          | 26 februari 2017     | 28 september 2017 |
| 2          | 5 maart 2017         | 5 oktober 2017    |
| 3          | 12 maart 2017        | 12 oktober 2017   |
| 4          | 19 maart 2017        | 19 oktober 2017   |
| 5          | 26 maart 2017        | 26 oktober 2017   |
| 6          | 2 april 2017         | Niet uitgezonden  |

| Aflevering | Uitzenddatum RTL TVI | Uitzenddatum Eén |
| ---------- | -------------------- | ---------------- |
| 1          | 25 februari 2018     | 10 juni 2019     |
| 2          | 4 maart 2018         | 17 juni 2019     |
| 3          | 11 maart 2018        | 24 juni 2019     |
| 4          | 18 maart 2018        | 25 juni 2019     |
| 5          | 25 maart 2018        | 1 juli 2019      |
| 6          | 1 april 2018         | 2 juli 2019      |

| Aflevering | Uitzenddatum RTL TVI | Uitzenddatum Eén |
| ---------- | -------------------- | ---------------- |
| 1          | 20 januari 2019      | 31 oktober 2019  |
| 2          | 27 januari 2019      | 7 november 2019  |
| 3          | 3 februari 2019      | 14 november 2019 |
| 4          | 10 februari 2019     | 21 november 2019 |
| 5          | 17 februari 2019     | 28 november 2019 |
| 6          | 24 februari 2019     | 5 december 2019  |

| Aflevering | Uitzenddatum RTL TVI | Uitzenddatum Eén |
| ---------- | -------------------- | ---------------- |
| 1          | 5 januari 2020       |                  |
| 2          | 12 januari 2020      |                  |
| 3          | 19 januari 2020      |                  |
| 4          | 26 januari 2020      |                  |
| 5          | 2 februari 2020      |                  |
| 6          | 9 februari 2020      |                  |